# 뷰탄올
뷰탄올(butanol, 표준어: 부탄올) 또는 뷰틸 알코올(butyl alcohol)은 네 개의 탄소 원자를 가지는 알코올로, 화학식은 C4H9OH이다. 뷰테인의 수소 하나가 하이드록시기로 치환된 화합물이다. 바이오 연료로 유망하다.

## 이성질체
뷰탄올은 일반적으로 사슬고리 형태에 알코올 작용기가 붙은 n-뷰탄올을 가리킨다. 하이드록시기의 위치에 따라 다음과 같은 이성질체가 있다.
|          |            |              |             |
| n-뷰탄올 | sec-뷰탄올 | 아이소뷰탄올 | tert-뷰탄올 |

## 같이 보기
- 뷰탄알
- 뷰탄올 연료